# MAX232

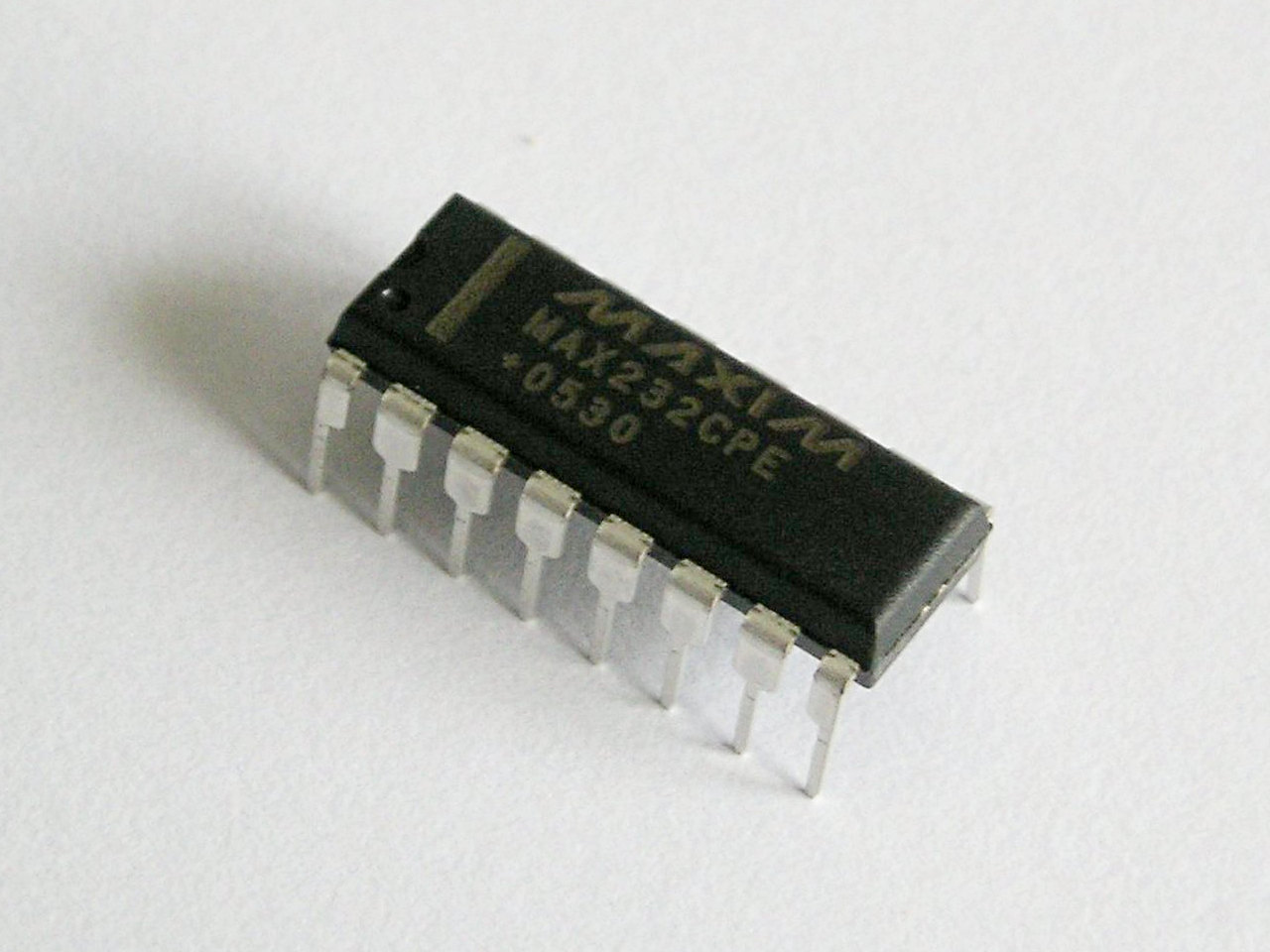
MAX232 em invólucro DIP

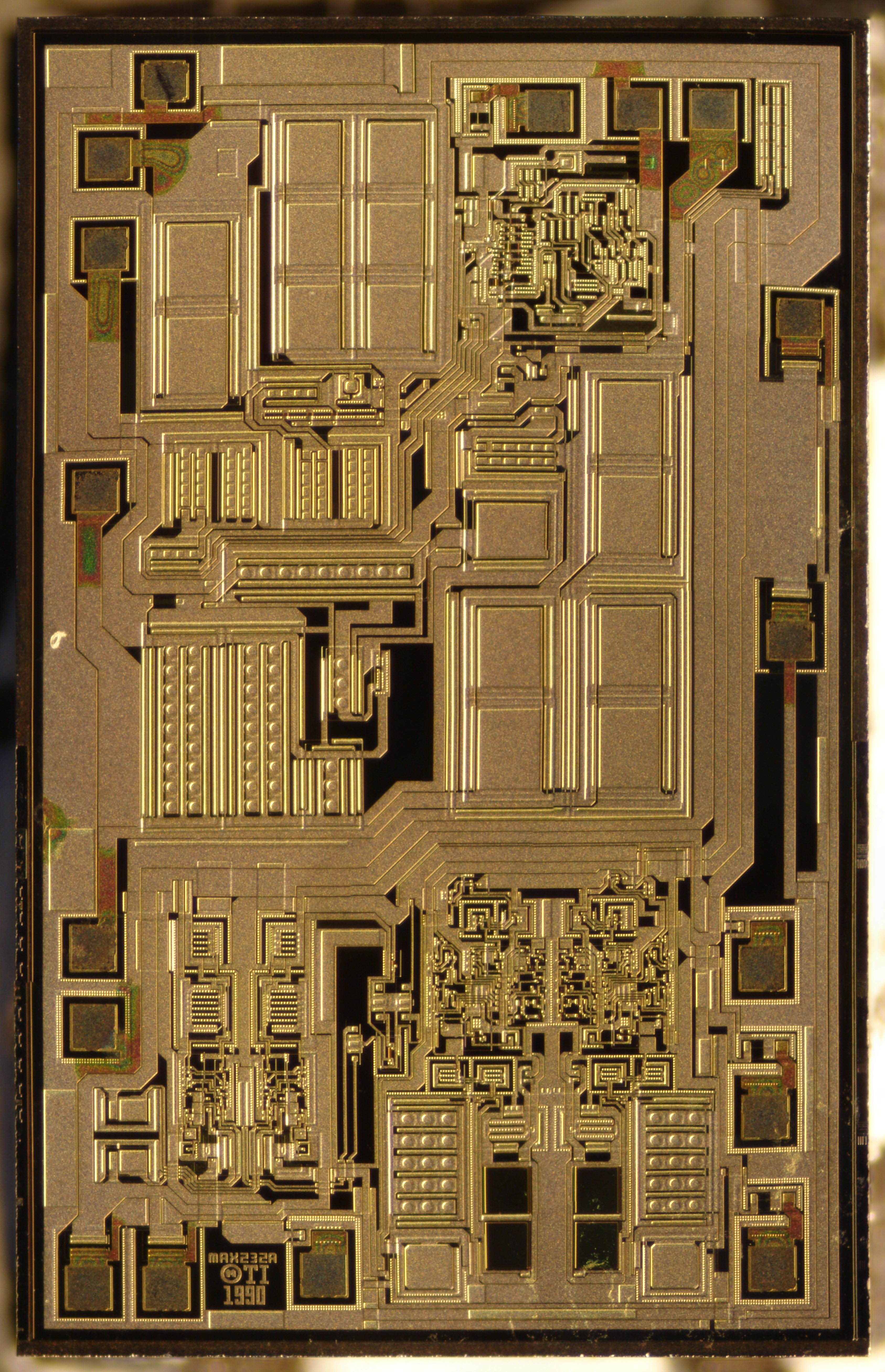
O DIE exposto de um MAX232

MAX232 é um circuito integrado fabricado pela norte-americana Maxim. Trata-se de um conversor de nível, que transforma os sinais de uma porta serial para sinais adequados para uso em circuitos microprocessados, por exemplo.
O MAX232 converte os níveis dos sinais RX, TX, CTX e RTS. A tensão mais alta (tipicamente de ± 12V do RS232 para 5.0 ou 3.3V TTL) é gerada por um circuito inversor interno, que utiliza quatro capacitores (normalmente de 10 microfarads). Com este sistema, evita-se a necessidade de uma fonte de alimentação com saídas de +12 e -12V, como acontece com outros circuitos integrados conversores de nível RS-232/TTL (como ocorre, por exemplo, com os GD75232, comuns em computadores PC) já que o próprio circuito interno do MAX232 gera as tensões necessárias para o funcionamento a partir de uma única fonte de +5V, já existente na grande maioria dos circuitos digitais. O MAX232 é um transmissor/receptor duplo que fornece níveis de voltagem TIA/EIA-232-F de uma única fonte de tensão de 5V. Cada receptor converte entradas TIA/EIA-232-F para níveis de 5V TTL/CMOS. Estes receptores têm um limiar típico de 1.3V, uma histerese típica de 0.5V e pode aceitar ±30V de entrada. Cada transmissor converte níveis de entrada TTL/CMOS em níveis TIA/EIA-232-F.